# 金符
金符（1488年—？），字信臣，武功中衛軍匠籍，直隸吳江縣人，明朝政治人物。

## 生平
正德五年（1510年）庚午科順天府鄉試第六十七名舉人。正德六年（1511年）中式辛未科會試第二百四十七名，登第三甲第七十四名進士。

## 家族
曾祖金成，贈工部主事；祖父金增，曾任壽官；父金宇，母成氏。具庆下，弟金節。